# 오로라 공주 (드라마)
《오로라 공주》 (영어 : Princess Aurora)는 2013년 5월 20일부터 2013년 12월 20일까지 방영한 문화방송 일일연속극이다. 작가 임성한이 쓴 막장 드라마로, 최고 시청률 20.2%로 마무리를 지었다.
MBC ON에서 다시 방송 했었다.

## 줄거리
대기업 일가 고명딸 오로라가 언니 셋과 함께 사는 완벽하지만 까칠한 소설가 황마마를 만나게 되면서 벌어지는, 당돌하고도 순수한 사랑을 그려내서 재개한 드라마

## 등장 인물
(†) 표시는 드라마 상에서 사망한 인물이다.
(‡) 표시는 드라마 상에서 하차한 인물이다.

### 주요 인물
- 전소민: 오로라 역 - 이 드라마의 메인 여주인공
- 오창석: 황마마 역(†) (중도 하차) - 이 드라마의 페이크 남주인공
- 서하준: 설설희 역 - 이 드라마의 진 남주인공
- 정주연: 박지영 역 - 이 드라마의 서브 여주인공

### 황마마네 가족
- 김보연: 황시몽 역 - 이 드라마의 메인 빌런. 황마마의 첫째 누나
- 박해미: 황미몽 역 - 황마마의 둘째 누나
- 김혜은: 황자몽 역 - 이 드라마의 중간 보스. 황마마의 셋째 누나
- 백옥담: 노다지 역 - 황미몽의 딸이자 황마마의 조카

### 오로라네 가족
- 변희봉: 오대산 역(†) (중도 하차) - 오로라의 아버지
- 서우림: 사임당 역(†) (중도 하차) - 오로라의 엄마
- 박영규: 오왕성 역(‡) (중도 하차) - 오로라의 첫째 오빠
- 손창민: 오금성 역(‡) (중도 하차) - 오로라의 둘째 오빠
- 오대규: 오수성 역(‡) (중도 하차) - 오로라의 셋째 오빠
- 이상숙: 장연실 역(‡) (중도 하차) - 오로라의 첫째 올케
- 이아현: 이강숙 역(‡) (중도 하차) - 오로라의 둘째 올케
- 이현경: 김선미 역(‡) (중도 하차) - 오로라의 셋째 올케
- 통키 : 떡대 역(†) (중도 하차) - 오로라의 반려견

### 박지영네 가족
- 임예진: 왕여옥 역(†) (중도 하차) - 박지영의 엄마
- 신주아: 박주리 역(‡) (중도 하차) - 박지영의 이복 언니
- 김정도: 박사공 역 - 박지영의 오빠

### 설설희네 가족
- 임혁: 설국 역 - 설설희의 아버지
- 김영란: 이안나 역 - 설설희의 엄마

### 그 외 인물
- 김세민: 윤해기 역 - 드라마 감독
- 송원근: 나타사 역[1] - 박사공의 전 연인
- 설운도: 백도 역
- 이현욱: 은단표 역
- 정연주: 한수다 역
- 김예령: 장푸르메 역
- 강필선: 단표 매니저 상규 역
- 최소은: 숙정 역
- 김동화: 김보경 역
- 진현광: 설 엔터테인먼트 직원 역
- 강신하: 김주완 역
- 정수인: 하나 역
- 정우진: 한유빈 역
- 이가령

### 특별 출연
- 독고영재: 이신성 역
- 김연주: 윤상아 역
- 윤종화: 강 검사 역 (1회)
- 원종례: 강 검사의 어머니 역
- 김희정: 은아 역
- 김미라: 여배우 역
- 정이연: 김수원 역
- 정세형: 설국 비서 역

## 시청률
아래의 파란색 숫자는 '최저 시청률'이고, 빨간색 숫자는 '최고 시청률'입니다. 시청률조사회사와 지역별로 시청률에 차이가 있을 수 있습니다.
| 2013년      | 2013년      | 2013년          | 2013년        | 2013년          | 2013년        |
| 회차        | 방송일      | TNmS 시청률     | TNmS 시청률   | AGB 시청률      | AGB 시청률    |
| 회차        | 방송일      | 대한민국 (전국) | 서울 (수도권) | 대한민국 (전국) | 서울 (수도권) |
| ----------- | ----------- | --------------- | ------------- | --------------- | ------------- |
| 제1회       | 5월 20일    | 10.1%           | 11.4%         | 11.0%           | 11.9%         |
| 제2회       | 5월 21일    | 9.2%            | 10.5%         | 9.2%            | 10.0%         |
| 제3회       | 5월 22일    | 9.9%            | 11.5%         | 10.2%           | 11.6%         |
| 제4회       | 5월 23일    | 8.7%            | 9.9%          | 9.7%            | 10.8%         |
| 제5회       | 5월 24일    | 8.1%            | 9.3%          | 8.0%            | 8.9%          |
| 제6회       | 5월 27일    | 10.2%           | 11.0%         | 11.1%           | 11.8%         |
| 제7회       | 5월 28일    | 9.8%            | 10.8%         | 10.6%           | 11.9%         |
| 제8회       | 5월 29일    | 9.6%            | 11.2%         | 10.1%           | 11.2%         |
| 제9회       | 5월 30일    | 8.5%            | 9.7%          | 8.8%            | 8.8%          |
| 제10회      | 5월 31일    | 9.0%            | 10.3%         | 8.9%            | 9.2%          |
| 제11회      | 6월 3일     | 9.3%            | 10.3%         | 8.9%            | 10.3%         |
| 제12회      | 6월 4일     | 8.4%            | 9.6%          | 8.8%            | 9.4%          |
| 제13회      | 6월 5일     | 8.8%            | 10.2%         | 8.8%            | 9.2%          |
| 제14회      | 6월 6일     | 8.5%            | 10.1%         | 9.7%            | 10.7%         |
| 제15회      | 6월 7일     | 7.8%            | 9.2%          | 8.4%            | 8.8%          |
| 제16회      | 6월 10일    | 8.5%            | 9.6%          | 9.1%            | 9.4%          |
| 제17회      | 6월 11일    | 10.3%           | 12.1%         | 9.7%            | 10.2%         |
| 제18회      | 6월 12일    | 9.9%            | 11.1%         | 9.1%            | 9.4%          |
| 제19회      | 6월 13일    | 8.9%            | 9.8%          | 8.8%            | 8.6%          |
| 제20회      | 6월 14일    | 9.4%            | 10.1%         | 9.8%            | 9.9%          |
| 제21회      | 6월 17일    | 9.7%            | 10.7%         | 11.0%           | 12.3%         |
| 제22회      | 6월 18일    | 10.7%           | 11.8%         | 11.5%           | 12.8%         |
| 제23회      | 6월 19일    | 9.6%            | 11.1%         | 10.2%           | 10.9%         |
| 제24회      | 6월 20일    | 9.5%            | 10.2%         | 9.0%            | 9.6%          |
| 제25회      | 6월 21일    | 9.9%            | 11.4%         | 10.6%           | 10.7%         |
| 제26회      | 6월 24일    | 10.3%           | 11.1%         | 11.2%           | 11.6%         |
| 제27회      | 6월 25일    | 10.2%           | 11.0%         | 12.4%           | 13.3%         |
| 제28회      | 6월 26일    | 9.7%            | 10.9%         | 11.2%           | 12.4%         |
| 제29회      | 6월 28일    | 10.4%           | 11.6%         | 11.5%           | 12.9%         |
| 제30회      | 7월 1일     | 10.2%           | 12.3%         | 10.7%           | 11.3%         |
| 제31회      | 7월 2일     | 12.2%           | 14.1%         | 13.8%           | 14.9%         |
| 제32회      | 7월 3일     | 10.3%           | 11.4%         | 10.6%           | 11.3%         |
| 제33회      | 7월 4일     | 12.3%           | 13.3%         | 13.3%           | 13.9%         |
| 제34회      | 7월 5일     | 11.6%           | 12.5%         | 11.7%           | 11.7%         |
| 제35회      | 7월 8일     | 11.7%           | 13.2%         | 13.8%           | 15.8%         |
| 제36회      | 7월 9일     | 10.6%           | 12.7%         | 12.3%           | 13.7%         |
| 제37회      | 7월 10일    | 10.9%           | 13.0%         | 12.3%           | 13.3%         |
| 제38회      | 7월 11일    | 12.9%           | 13.8%         | 13.3%           | 14.4%         |
| 제39회      | 7월 12일    | 12.9%           | 14.7%         | 13.9%           | 14.7%         |
| 제40회      | 7월 15일    | 12.8%           | 15.5%         | 13.0%           | 14.4%         |
| 제41회      | 7월 16일    | 11.4%           | 14.1%         | 12.0%           | 12.5%         |
| 제42회      | 7월 17일    | 11.4%           | 13.7%         | 13.0%           | 14.4%         |
| 제43회      | 7월 18일    | 11.6%           | 12.5%         | 12.2%           | 12.7%         |
| 제44회      | 7월 19일    | 11.5%           | 13.2%         | 12.0%           | 12.6%         |
| 제45회      | 7월 22일    | 12.5%           | 15.4%         | 12.3%           | 12.7%         |
| 제46회      | 7월 23일    | 12.5%           | 14.6%         | 12.7%           | 13.4%         |
| 제47회      | 7월 24일    | 11.8%           | 12.7%         | 12.6%           | 13.4%         |
| 제48회      | 7월 25일    | 12.1%           | 12.7%         | 11.9%           | 12.6%         |
| 제49회      | 7월 26일    | 13.0%           | 14.5%         | 11.3%           | 11.5%         |
| 제50회      | 7월 29일    | 12.0%           | 14.0%         | 12.1%           | 13.0%         |
| 제51회      | 7월 30일    | 12.4%           | 14.2%         | 12.2%           | 12.3%         |
| 제52회      | 7월 31일    | 13.0%           | 15.7%         | 12.1%           | 13.0%         |
| 제53회      | 8월 1일     | 12.4%           | 13.7%         | 12.0%           | 12.6%         |
| 제54회      | 8월 2일     | 12.3%           | 15.1%         | 11.5%           | 12.2%         |
| 제55회      | 8월 5일     | 13.3%           | 15.7%         | 12.0%           | 12.3%         |
| 제56회      | 8월 6일     | 13.3%           | 15.9%         | 12.7%           | 13.1%         |
| 제57회      | 8월 7일     | 11.9%           | 14.2%         | 11.5%           | 12.4%         |
| 제58회      | 8월 8일     | 12.9%           | 14.9%         | 11.1%           | 11.6%         |
| 제59회      | 8월 9일     | 13.9%           | 16.3%         | 13.2%           | 14.1%         |
| 제60회      | 8월 12일    | 12.4%           | 14.3%         | 11.3%           | 11.9%         |
| 제61회      | 8월 13일    | 12.1%           | 13.6%         | 11.4%           | 11.8%         |
| 제62회      | 8월 14일    | 11.8%           | 14.3%         | 11.2%           | 11.1%         |
| 제63회      | 8월 15일    | 13.0%           | 14.7%         | 12.0%           | 12.2%         |
| 제64회      | 8월 16일    | 14.4%           | 15.8%         | 12.1%           | 12.8%         |
| 제65회      | 8월 19일    | 11.6%           | 12.4%         | 13.4%           | 14.3%         |
| 제66회      | 8월 20일    | 12.0%           | 13.4%         | 12.7%           | 13.5%         |
| 제67회      | 8월 21일    | 13.7%           | 16.0%         | 13.0%           | 13.8%         |
| 제68회      | 8월 22일    | 14.3%           | 15.6%         | 12.8%           | 12.8%         |
| 제69회      | 8월 23일    | 13.2%           | 14.5%         | 13.5%           | 13.6%         |
| 제70회      | 8월 26일    | 15.3%           | 17.3%         | 13.4%           | 14.4%         |
| 제71회      | 8월 27일    | 14.0%           | 15.9%         | 13.8%           | 14.6%         |
| 제72회      | 8월 28일    | 15.1%           | 16.6%         | 13.3%           | 13.6%         |
| 제73회      | 8월 29일    | 14.8%           | 17.0%         | 15.4%           | 16.4%         |
| 제74회      | 8월 30일    | 14.4%           | 15.6%         | 13.2%           | 13.7%         |
| 제75회      | 9월 2일     | 14.3%           | 15.3%         | 14.2%           | 15.0%         |
| 제76회      | 9월 3일     | 13.7%           | 15.7%         | 13.9%           | 14.6%         |
| 제77회      | 9월 4일     | 14.7%           | 17.7%         | 13.7%           | 15.0%         |
| 제78회      | 9월 5일     | 15.5%           | 17.2%         | 14.2%           | 15.0%         |
| 제79회      | 9월 6일     | 17.8%           | 18.7%         | 16.5%           | 17.4%         |
| 제80회      | 9월 9일     | 15.8%           | 18.0%         | 15.1%           | 16.0%         |
| 제81회      | 9월 10일    | 15.2%           | 17.4%         | 15.7%           | 17.1%         |
| 제82회      | 9월 11일    | 14.4%           | 15.3%         | 14.6%           | 15.9%         |
| 제83회      | 9월 12일    | 14.5%           | 15.7%         | 13.8%           | 13.8%         |
| 제84회      | 9월 13일    | 14.0%           | 15.7%         | 14.3%           | 15.4%         |
| 제85회      | 9월 16일    | 14.7%           | 16.6%         | 13.0%           | 12.8%         |
| 제86회      | 9월 17일    | 13.6%           | 14.8%         | 12.8%           | 13.4%         |
| 제87회      | 9월 18일    | 12.1%           | 13.2%         | 11.2%           | 11.2%         |
| 제88회      | 9월 19일    | 12.4%           | 13.7%         | 11.2%           | 11.7%         |
| 제89회      | 9월 20일    | 15.0%           | 15.4%         | 12.7%           | 13.5%         |
| 제90회      | 9월 23일    | 15.4%           | 16.6%         | 13.5%           | 13.4%         |
| 제91회      | 9월 24일    | 14.5%           | 15.1%         | 13.2%           | 13.5%         |
| 제92회      | 9월 25일    | 14.2%           | 15.3%         | 13.4%           | 13.8%         |
| 제93회      | 9월 26일    | 15.1%           | 17.7%         | 12.2%           | 12.4%         |
| 제94회      | 9월 27일    | 18.1%           | 20.8%         | 16.9%           | 18.1%         |
| 제95회      | 9월 30일    | 14.2%           | 16.4%         | 15.2%           | 16.3%         |
| 제96회      | 10월 1일    | 15.5%           | 17.4%         | 13.9%           | 14.7%         |
| 제97회      | 10월 2일    | 15.9%           | 17.9%         | 13.3%           | 14.3%         |
| 제98회      | 10월 3일    | 14.3%           | 16.6%         | 13.1%           | 13.7%         |
| 제99회      | 10월 4일    | 15.0%           | 17.1%         | 13.5%           | 14.1%         |
| 제100회     | 10월 7일    | 13.1%           | 15.1%         | 13.8%           | 14.5%         |
| 제101회     | 10월 8일    | 15.5%           | 17.9%         | 14.8%           | 15.5%         |
| 제102회     | 10월 9일    | 14.5%           | 16.2%         | 14.8%           | 16.1%         |
| 제103회     | 10월 10일   | 13.9%           | 15.5%         | 13.4%           | 13.4%         |
| 제104회     | 10월 11일   | 14.3%           | 15.6%         | 13.2%           | 13.8%         |
| 제105회     | 10월 15일   | 16.9%           | 18.7%         | 15.3%           | 15.6%         |
| 제106회     | 10월 17일   | 14.5%           | 16.1%         | 13.5%           | 14.3%         |
| 제107회     | 10월 21일   | 13.7%           | 15.6%         | 13.9%           | 14.2%         |
| 제108회     | 10월 22일   | 13.8%           | 15.2%         | 12.8%           | 13.1%         |
| 제109회     | 10월 23일   | 14.2%           | 14.8%         | 14.5%           | 15.2%         |
| 제110회     | 10월 24일   | 14.6%           | 15.1%         | 14.1%           | 14.4%         |
| 제111회     | 10월 25일   | 15.5%           | 16.4%         | 16.4%           | 17.1%         |
| 제112회     | 10월 28일   | 15.0%           | 16.5%         | 14.6%           | 14.6%         |
| 제113회     | 10월 29일   | 15.6%           | 16.5%         | 15.8%           | 16.3%         |
| 제114회     | 10월 30일   | 14.0%           | 15.2%         | 14.7%           | 15.4%         |
| 제115회     | 11월 1일    | 14.5%           | 15.7%         | 14.7%           | 15.3%         |
| 제116회     | 11월 4일    | 14.9%           | 16.2%         | 14.7%           | 15.4%         |
| 제117회     | 11월 5일    | 15.2%           | 16.7%         | 15.2%           | 15.8%         |
| 제118회     | 11월 6일    | 14.4%           | 15.4%         | 15.8%           | 16.8%         |
| 제119회     | 11월 7일    | 16.3%           | 17.3%         | 15.6%           | 15.6%         |
| 제120회     | 11월 8일    | 15.6%           | 16.3%         | 16.3%           | 16.9%         |
| 제121회     | 11월 11일   | 16.6%           | 18.2%         | 16.2%           | 16.8%         |
| 제122회     | 11월 12일   | 16.6%           | 18.6%         | 17.2%           | 17.7%         |
| 제123회     | 11월 13일   | 15.4%           | 16.5%         | 17.1%           | 18.1%         |
| 제124회     | 11월 14일   | 16.9%           | 18.5%         | 16.5%           | 16.9%         |
| 제125회     | 11월 15일   | 15.7%           | 16.9%         | 17.4%           | 17.5%         |
| 제126회     | 11월 18일   | 16.9%           | 18.9%         | 16.9%           | 16.6%         |
| 제127회     | 11월 19일   | 19.2%           | 22.0%         | 17.1%           | 17.9%         |
| 제128회     | 11월 20일   | 17.4%           | 17.7%         | 17.4%           | 17.4%         |
| 제129회     | 11월 21일   | 17.6%           | 19.8%         | 16.9%           | 17.0%         |
| 제130회     | 11월 22일   | 18.1%           | 20.0%         | 17.4%           | 18.0%         |
| 제131회     | 11월 25일   | 17.9%           | 19.5%         | 18.2%           | 18.8%         |
| 제132회     | 11월 26일   | 17.4%           | 19.8%         | 17.7%           | 18.1%         |
| 제133회     | 11월 27일   | 19.4%           | 21.3%         | 17.7%           | 18.2%         |
| 제134회     | 11월 28일   | 19.8%           | 20.8%         | 18.1%           | 18.1%         |
| 제135회     | 11월 29일   | 19.1%           | 20.7%         | 17.5%           | 18.3%         |
| 제136회     | 12월 2일    | 21.5%           | 23.0%         | 19.5%           | 20.0%         |
| 제137회     | 12월 3일    | 21.0%           | 23.1%         | 20.0%           | 20.2%         |
| 제138회     | 12월 4일    | 20.7%           | 22.6%         | 19.5%           | 20.4%         |
| 제139회     | 12월 5일    | 20.2%           | 21.9%         | 18.3%           | 19.0%         |
| 제140회     | 12월 6일    | 19.7%           | 21.6%         | 19.0%           | 20.3%         |
| 제141회     | 12월 9일    | 19.7%           | 21.8%         | 19.1%           | 19.6%         |
| 제142회     | 12월 10일   | 19.0%           | 21.6%         | 18.2%           | 18.9%         |
| 제143회     | 12월 11일   | 19.9%           | 21.6%         | 19.7%           | 20.1%         |
| 제144회     | 12월 12일   | 19.8%           | 22.1%         | 18.6%           | 19.4%         |
| 제145회     | 12월 13일   | 19.6%           | 20.6%         | 18.2%           | 19.3%         |
| 제146회     | 12월 16일   | 19.9%           | 22.3%         | 18.6%           | 19.3%         |
| 제147회     | 12월 17일   | 20.2%           | 21.6%         | 18.1%           | 18.2%         |
| 제148회     | 12월 18일   | 18.6%           | 21.0%         | 18.5%           | 18.7%         |
| 제149회     | 12월 19일   | 20.5%           | 22.4%         | 20.0%           | 20.5%         |
| 제150회     | 12월 20일   | 19.9%           | 21.1%         | 20.2%           | 20.0%         |
| 평균 시청률 | 평균 시청률 | -               | -             | 13.5%           | 14.2%         |

## 연장
- 2013년 9월 11일 : 오로라 공주 방영 분량이 120부작에서 30회 연장되어 150부작으로 변경 및 확정되었다.
- 150회에서 25~50회 추가 연장설이 제기되었으나, 시청자들의 반발로 무산되었다.[4]

## 수상
- 2013년 MBC 연기대상 여자 신인상 전소민
- 2013년 MBC 연기대상 남자 신인상 오창석
- 2013년 MBC 연기대상 여자 황금연기상 김보연

## 경쟁 프로그램
- 못난이 주의보(SBS)
- 잘키운 딸 하나(SBS)

## 참고 사항
- 2011년 5월 MBC 일일연속극을 집필할 예정이었으나 부군상 이후 활동을 중단했던 임성한 작가의 복귀작으로, 전작 <보고 또 보고>, <보석 비빔밥>, <신기생뎐>에 이어 가제는 <손짓>이었다.[5]
- 이어 종영을 3회 앞두고 주인공 황마마(오창석)가 사망하였다.
- 등장인물들의 뜬금 없는 중도 하차, 개연성 없는 스토리, 욕설 자막 등으로 각종 논란들을 양산하였다.[6]
- 다음 아고라 이슈 청원게시판에서 시작된 추가연장 반대 및 종영을 요구하는 서명운동의 참여 수가 2만 여 명을 넘었다.[7]
- 각종 논란 속에도 높은 시청률을 기록하며 식지 않는 인기를 자랑했다.[8]
- 오금성 역의 손창민은 120회까지 출연 계약을 맺었지만 39회를 끝으로 돌연 하차하였는데, 이에 2013년 7월 MBC C&I를 상대로 6억 3600만원의 손배소송을 제기하였다. 이 금액은 손창민이 드라마 하차로 지급받지 못한 출연료의 2배 수준으로 알려졌다. 2014년 5월, 서울서부지법 제11민사부는 제작사 측이 손창민에게 일정액을 지급하고, 서로 간 더는 민ㆍ형사상 책임을 묻지 않기로 하는 내용의 강제조정안을 확정하였다.[9]
- 오창석, 윤종화는 KBS 2TV 월화 드라마 《그들이 사는 세상》 이후로 5년만에 재회하는 작품이다.